# Demandas repetitivas
“Demandas repetitivas”, “demandas de massa” ou ainda “causas repetitivas” são termos jurídicos que correspondem a um conjunto significativo de ações judiciais cujo objeto e razão de ajuizamento são comuns entre si.
Surgem, na prática, a partir de lesões ou supostas lesões a direitos individuais ou coletivos que atingem uma quantidade considerável de pessoas de maneira idêntica, cujas demandas judiciais não podem ser tuteladas conjuntamente seja por razões legais ou pela preferência de cada um dos ofendidos judicialmente.
Ocorre, por exemplo, com ampla frequência em dissídios individuais homogêneos (diversas ações que visam à tutela de um mesmo direito individual supostamente desrespeitado) derivados de lesão aos direitos do consumidor, assim como em diversas demandas decorrentes de descumprimento de contratos de adesão relativos a grandes instituições. Há incidência de demandas repetitivas até mesmo entre um particular e o governo, sobretudo nas hipóteses em que um procedimento administrativo não corresponde ao entendimento predominante das instâncias do Poder Judiciário. No Brasil, por exemplo, há uma constante discussão entre as medidas realizadas pelo INSS e as reformas realizadas pelo Judiciário.
Em pesquisa realizada pela Pontifícia Universidade Católica do Paraná – PUC/PR, foi evidenciada uma concentração de feitos envolvendo o sistema de concessão e tomada de crédito, tido como o maior responsável para o progressivo incremento de demandas judiciais de massa no Brasil. Já a pesquisa da Fundação Getúlio Vargas – FGV/SP, estudou algumas das demandas repetitivas mais comuns, como a desaposentação, que no final de 2008 correspondia a 50% dos processos em tramitação de algumas varas federais de São Paulo, e os contratos bancários, em que o baixo custo e a grande taxa de sucesso das ações são um incentivo para o seu ajuizamento.
Atualmente, as demandas repetitivas constituem uma relativa problemática para o sistema judicial brasileiro, devido a dois principais fatores.
O primeiro deles se refere ao modelo judicial adotado pelo Brasil, que privilegia, de um modo geral, as ações individuais. Ainda que no decorrer das reformas processuais tenha havido a elaboração de leis específicas para lidar com litígios de natureza coletiva, tais como as leis que disciplinaram a ação popular (Lei 4.717/1965), a ação civil pública (Lei 7.347/1985), o Código de Defesa do Consumidor (Lei 8.078/1990), além de diversos outros dispositivos presentes em outras normas, como a ação de improbidade (Lei 8.429/1992) e o mandado de segurança coletivo (Lei 12.016/2009), o regime que tutela os dissídios de natureza coletiva ainda não se encontra em seu formato ideal, pelo menos em comparação a ordenamentos jurídicos de outros países. Assim, o regime atual mostra-se insuficiente para resolver todos os problemas que permeiam as ações coletivas, sendo que muitos interesses de natureza coletiva são tratados de maneira individual, levando ao acúmulo de demandas repetitivas no Judiciário.
O segundo fator é a inadequação do espírito individualista à nova realidade social, marcada pelo crescente aumento da procura do judiciário pela população, fato desencadeado tanto pela garantia de maior acesso ao judiciário e proteção jurídica conferida pela Constituição de 1988 (também conhecida como “Constituição Cidadã”), quanto pela mudança no comportamento social em decorrência da atividade econômica contemporânea, associada ao termo “sociedade de consumo”, cuja rapidez e multiplicidade de atos geram também uma maior multiplicação de lesão a direitos e, assim, a demandas judiciais. Pode-se afirmar, até certo ponto, que o Código de Processo Civil atual não consegue lidar eficientemente com o aumento da complexidade e da quantidade das relações jurídicas atuais.
Do ponto de vista processual, tal acúmulo de demandas repetitivas gera alguns conflitos. O primeiro é de ordem organizacional, concernente ao fato de que a repetição de demandas ocasiona um dispêndio de recursos judiciais de maneira não eficiente, tal que processos muito similares são julgados de maneira independente uns dos outros, havendo muita repetição de procedimentos para se atingir o mesmo resultado. O segundo relaciona-se com a diferença nos resultados dessas ações e a consequente insegurança jurídica, pois que suas distribuições em diferentes varas podem ter por consequência uma diversidade de entendimento na apreciação do mérito dos pedidos, havendo, para uma mesma hipótese, possibilidade de procedência ou improcedência da ação de acordo com a motivação de cada julgador.
Há inúmeras soluções apontadas para a resolução e/ou mitigação desses problemas, muitas delas fundamentadas em modelos aplicados no exterior, que se utilizam, principalmente, de mecanismos baseados em uma “causa piloto”, uma instauração de um incidente coletivo e da agregação ou reunião de causas.
O ordenamento jurídico brasileiro já vem privilegiando soluções que buscam racionalizar o tratamento de demandas repetitivas, dando especial destaque para o sistema recursal, mas ainda há muito a se avançar nesta temática. Neste sentido, o Anteprojeto do Novo Código de Processo Civil prevê técnicas para a solução mais célere dessas demandas, encontrando tanto doutrinadores extremamente favoráveis a esses dispositivos  quanto alguns bastante receosos no que diz respeito às consequências de longo prazo no tocante à segurança jurídica dos processos.

## As demandas repetitivas e o seu impacto na prática judiciária brasileira
A partir da Revolução Industrial, constata-se uma crescente massificação das relações sociais em decorrência de uma sociedade de consumo cujos vínculos, até mesmo os jurídicos, são muito semelhantes. Como conseqüência desta realidade verificou-se o surgimento de problemas que atingem grande quantidade de pessoas que ingressam em juízo em busca do reconhecimento de seu direito.
Assim, observou-se o incremento de um significativo número de causas que versam sobre o mesmo tema. Por sua vez, o Estado mostrou-se despreparado para esta nova realidade, não dispondo de estrutura judiciária adequada para dar vazão ao número crescente de litígios. Chega-se mesmo a apontar a possibilidade do aumento da “crise do Poder Judiciário”, uma vez que a quantidade de demandas aumenta numa taxa maior que a da estrutura judicial. 

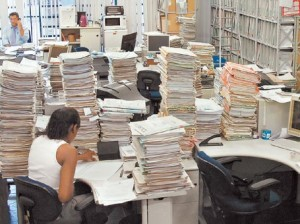
O acúmulo de demandas no judiciário

A questão é que os lesados individuais continuam a propor suas demandas, ocasionando um verdadeiro caos no sistema judiciário pátrio, devido ao volume de ações que, por serem praticamente idênticas, poderiam ser decididas de uma única vez.
Assim, em uma sociedade em que se exige celeridade processual, constituindo-se a duração razoável dos processos um princípio constitucional, é preciso que as demandas de massa tenham soluções de massa, ou seja, recebam uma solução uniforme, garantindo o princípio da isonomia, bem como evitando o excessivo dispêndio de recursos no julgamento independente de processos muito similares.
Decorre do princípio da isonomia, também chamado de princípio da igualdade, a necessidade de se conferir tratamento idêntico a quem se encontra em situação igual. Tratando-se de demandas de massa, em que a situação dos interessados revela-se absolutamente idêntica, evidencia-se uma maior possibilidade de casos idênticos alcançarem decisões diferentes. Assim, há necessidade de meios para eliminar divergências jurisprudenciais, pois a isonomia se trata de valor inestimável a ser preservado pelo Direito.
Assim, ao se conferir um tratamento prioritário às causas repetitivas busca-se privilegiar os princípios da isonomia, da legalidade e da economia processual, conferindo maior previsibilidade aos casos similares ou idênticos e, desta forma, objetiva-se diminuir o congestionamento da máquina judiciária e afastar arbitrariedades em prol da segurança jurídica.

## Os mecanismos utilizados por ordenamentos jurídicos estrangeiros para lidar com as demandas repetitivas
A importância dos mecanismos aplicados por outros países na tentativa de impedir a proliferação desordenada de demandas repetitivas que comprometem a efetividade do sistema judicial está no fato do legislador pátrio ter buscado soluções para a falência do judiciário, sem se preocupar com sua origem, mas sempre tomando o cuidado de adaptar os modelos importados à realidade brasileira.  Com isto em vista, apresentam-se dois exemplos de mecanismos utilizados no exterior que vieram a influenciar o legislador pátrio: o Musterverfahren do direito alemão e a agregação de causas do direito português.

### OMusterverfahrendo direito alemão
O Musterverfahren alemão tem como escopo estabelecer uma esfera de decisão coletiva sobre questões de fato ou de direito que sejam comuns a vários litígios individuais, objetivando esclarecer de forma unitária demandas similares.
Em resumo, o julgamento alemão de demandas repetitivas se inicia quando há acolhimento pelo magistrado do pedido para instauração do procedimento-modelo. Tal requerimento é feito ao juízo de origem pelo autor ou pelo réu de um dos processos repetitivos, não sendo possível sua instauração de ofício. Neste pedido, a parte deve especificar as questões de fato e de direito a serem decididas em caráter coletivo, e indicar os meios de prova que deseja produzir, ademais, deve alegar a repercussão geral da demanda, demonstrando o caráter coletivo da questão.
Cabe ressaltar que em certas hipóteses o pedido de instauração do procedimento-modelo deve ser indeferido pelo juízo de origem. É o que ocorre se a causa individual do requerente estiver pronta para julgamento, ou se houver, com sua instauração, uma postergação indevida do processo, ou se for inadequado o meio de prova requerido, ou se as alegações não se justificarem em vista dos objetivos do procedimento, ou, por fim, se o ponto controvertido que tenha sido indicado não aparentar necessidade de solução coletiva.
Deferido o pedido de instauração do procedimento-modelo, o magistrado determina que seja dada publicidade, com sua inserção no boletim das ações – trata-se de uma espécie de cadastro eletrônico público e gratuito, mantido na internet, sob a administração de órgãos federais. Se, no prazo de quatro meses, houver a inserção, no cadastro eletrônico, de ao menos dez pedidos relativos à mesma questão de fato ou de direito, será de fato instaurado o procedimento-modelo, que provocará a atuação de um tribunal imediatamente superior, que escolherá um líder que conduzirá o processo. Após a instrução e os debates, o mérito do procedimento coletivo é julgado.
No decorrer da tramitação do procedimento-modelo, qualquer interessado pode nele intervir com o objetivo de contribuir com a solução a ser dada pelo tribunal, tendo a possibilidade de apresentar argumentos que alarguem seu objeto, com a inclusão de outras questões comuns, de fato ou de direito, para serem decididas no incidente coletivo.
Uma vez decidido o caso modelo, o posicionamento do tribunal é aplicado a todas as demais ações repetitivas idênticas, evitando-se a análise pormenorizada de cada uma delas. Assim, resolve-se, a um só tempo, vários casos repetitivos.
Observa-se que este mecanismo de solução de conflitos em massa acabou sendo adotado pelo Brasil, com algumas adaptações, principalmente no que se refere ao julgamento dos recursos especial e extraordinário.

### A agregação de causas do direito português
A partir de 2006, o ordenamento jurídico português passou a contar com um regime processual experimental, aprovado pelo Decreto-Lei nº 108/2006, cuja finalidade seria testar e aperfeiçoar mecanismos de aceleração e simplificação processual. Tal regime teve e tem por objetivo instituir um tratamento especial aos litigantes de massa, com a previsão de decisões judiciais que abranjam, a um só tempo, vários processos.
As regras pertinentes ao regime processual experimental conferem ao juiz o poder de gerir o processo, flexibilizando o procedimento de modo a permitir uma melhor adequação ao caso concreto. Além disso, há uma simplificação procedimental, destacando-se a regra contida no art. 6º do mencionado Decreto-Lei, que prevê a denominada agregação de ações. Trata-se de uma associação ou junção transitória de várias ações, permitindo a prática conjunta de vários atos processuais. Nesse caso, as causas são transitoriamente reunidas para que seja realizada, em conjunto, uma intimação, uma audiência, uma prova específica, ou para que seja proferido um provimento de urgência, ou, ainda, para que seja prolatada a sentença, resolvendo-se os casos de modo idêntico. Possibilita-se, assim, a resolução simultânea de vários casos repetitivos.
No Direito português há também outro mecanismo de racionalização de julgamento para demandas de massa ou causas repetitivas. Trata-se da regra contida no art. 48 do Código de Processo nos Tribunais Administrativos - CPTA, que se destina a regular os processos de massa no âmbito do Contencioso Administrativo. Ao passo que, pela regra da agregação, os processos são transitoriamente reunidos para que haja a prática conjunta de um ou alguns atos processuais, há, no Contencioso Administrativo, a escolha de um ou alguns dos processos para que seja (m) apreciado (s) e julgado (s). Os demais processos ficam suspensos, aguardando o desfecho daquele (s) que fora (m) escolhido (s) para ser apreciado (s) e julgado (s).
Assim, em suma, pode-se afirmar que existem duas regras para a racionalização do processamento e julgamento das causas repetitivas no direito português. A regra aplicável às causas entre particulares ou entes privados determina a reunião transitória dos processos para prática conjunta de um ou mais atos processuais. Por sua vez, nas causas que envolvem a Administração Pública é aplicada a regra segundo a qual se escolhe um ou mais processos para análise e julgamento, devendo os demais ficar aguardando a solução do (s) caso (s) paradigma(s). Operado o trânsito em julgado da decisão final, as partes de cada um dos processos suspensos têm 30 dias para adotar uma das medidas seguintes medidas: desistir de sua ação; requerer a extensão dos efeitos da decisão ao seu próprio processo; requerer a continuação de sue próprio processo; ou recorrer da sentença, caso ela tenha sido proferida em primeira instância (artigo 48.º do CPTA).

## O regime brasileiro referente às demandas repetitivas
No ordenamento jurídico brasileiro já existe um regime processual próprio para as causas repetitivas, embora ainda não tenha se mostrado suficiente para lidar eficazmente com o problema das demandas repetitivas no Brasil, motivo pelo qual novas reformas deverão se somar às previsões já existentes.
O atual regime brasileiro é formado tanto por regras que podem ser utilizadas com a finalidade de conferir um tratamento melhor às demandas de massa, quanto por regras mais recentes que foram concebidas exatamente para serem aplicadas às causas repetitivas. Como exemplos dessas regras, serão apresentadas algumas previsões que compõem o atual regime processual das demandas repetitivas no ordenamento jurídico brasileiro.

### Súmula vinculante
Tendo em vista a potencialidade de multiplicação de processos, a atual Constituição da República Federativa do Brasil (CF/88) permite que o Supremo Tribunal Federal (STF), após reiteradas decisões sobre matéria constitucional, aprove súmula que terá efeito vinculante em relação aos órgãos do Poder Judiciário e à Administração Pública direta e indireta, nas esferas federal, estadual e municipal. Tal dispositivo foi regulamentado pela Lei 11.417, de 19/12/2006.
A súmula vinculante possibilita uniformidade jurisprudencial no trato das causas repetitivas, com o que se assegura isonomia relativamente aos casos massificados.

### Julgamento imediato de improcedência (art. 285-A do CPC)
O Código de Processo Civil (CPC) prevê o julgamento imediato pelo juízo quando a matéria for unicamente de direito e já houver sentença, em casos idênticos, de total improcedência. Trata-se de uma regra de racionalização de julgamentos em demandas de massa.

### Incidente de uniformização de jurisprudência
O Código de Processo Civil também prevê a competência de qualquer juiz, ao dar o voto na turma, câmara, ou grupo de câmaras, em solicitar o pronunciamento prévio do tribunal acerca da interpretação do direito quando verificar que, a seu respeito, ocorre divergência, ou quando, no julgamento recorrido, a interpretação for diversa da que lhe haja dado outra turma, câmara, grupo de câmaras, ou câmaras cíveis reunidas.
Tal previsão também pode ser usada para racionalizar os julgamentos de causas repetitivas. Existindo divergência de entendimento em relação a questões jurídicas que se apresentem em causas repetitivas, pode-se instaurar o incidente de uniformização de jurisprudência com o intuito de aplicar o entendimento firmado pelo tribunal em todos os casos similares a ele submetidos.

### Julgamento por amostragem dos recursos extraordinário e especial (arts. 543-B e 543-C do CPC)
Quando houver multiplicidade de recursos com fundamento em idêntica controvérsia, a análise da repercussão geral será processada nos termos do Regimento Interno do STF, observado o disposto no art. 543-B do CPC. Caberá ao tribunal de origem selecionar um ou mais recursos representativos da controvérsia e encaminhá-los ao STF, sobrestando os demais até o pronunciamento definitivo da Corte.
De igual modo, quando houver multiplicidade de recursos especiais com fundamento em idêntica questão de direito, caberá ao presidente do tribunal de origem admitir um ou mais recursos representativos da controvérsia, os quais serão encaminhados ao Superior Tribunal de Justiça (STJ), ficando suspensos os demais recursos especiais até o pronunciamento definitivo daquele tribunal superior. O relator do STJ, ao identificar que sobre a controvérsia já existe jurisprudência dominante ou que a matéria já está afeta ao colegiado, poderá determinar a suspensão nos tribunais de segunda instância dos recursos nos quais a controvérsia esteja estabelecida.
Mesmo que o recorrente desista, a desistência não impede o julgamento do recurso, com a definição da tese a ser adotada pelo tribunal superior. Tal julgamento não atinge o recorrente que desistiu, servindo, apenas, para estabelecer o entendimento do tribunal, a influenciar e repercutir nos outros recursos que ficaram sobrestados. Essa solução tem suporte no conjunto de regras que formam o regime processual das causas repetitivas, orientado pela necessidade de racionalização e agilidade no julgamento, com eliminação da divergência jurisprudencial e com a busca da isonomia.

### Afetação de julgamento a órgão indicado pelo regimento interno (art. 555, §1º do CPC)
Existindo relevante questão de direito que torne conveniente prevenir ou compor divergência entre câmaras ou turmas do tribunal, o relator poderá propor que o recurso seja julgado pelo órgão colegiado que o regimento indicar, reconhecendo o interesse público na assunção de competência.
A atual aplicação prática do disposto no artigo 555, § 1º, do CPC, bem como nos artigos 476 a 479 do mesmo diploma, busca conferir ao relator ferramentas para provocarem a manifestação de órgãos colegiados capazes de eliminar divergências de entendimento atuais ou potenciais, no âmbito de uma mesma corte.
Ocorre que o artigo 555, §1º, permite a ampliação das hipóteses de uniformização de jurisprudência no âmbito interno de todos os tribunais, evitando, assim, a adoção do procedimento bem mais moroso previsto nos artigos 476 a 479 do CPC.
Assim, enquanto os artigos 476 a 479 estabelecem que a questão posta em discussão será apreciada em abstrato pelo Tribunal, para posteriormente o órgão fracionário aplicar o entendimento ao caso concreto, a previsão contida no §1º do artigo 555 do CPC, por sua vez, permite que o julgamento do próprio recurso seja deslocado para órgão colegiado de maior grau, competente para solucionar a divergência, retirando, portanto, a atribuição da turma ou câmara de conferir desfecho ao caso.
Assim procedendo, abrevia-se o julgamento de demandas com teses idênticas, ou seja, este é mais um mecanismo a ser adotado para a racionalização dos julgamentos das causas repetitivas.

### Suspensão de segurança para várias liminares em casos repetitivos art. 4º, § 8º, da Lei 8.437/1992 e art. 15, §5º, da Lei 12.016/2009
As liminares que tenham objeto idêntico poderão ser suspensas em uma única decisão, havendo a possibilidade de o Presidente do Tribunal estender os efeitos da suspensão a liminares supervenientes com o simples aditamento do pedido original. Por sua vez, o artigo 15, §5º, da Lei 12.016/2009 prevê a aplicação do mesmo procedimento aos pedidos de suspensão de liminares ou sentenças proferidas no processo de mandado de segurança.
Assim, ambas as regras estão relacionadas às demandas repetitivas, pois permitem que o presidente do tribunal suspenda várias liminares que tenham idêntico objeto por meio de uma única decisão, podendo, inclusive, estender a suspensão já deferida a novas liminares que venham a ser concedidas.
Deste modo, tais previsões concorrem para afastar a divergência jurisprudencial, evitando situações em que um sujeito obtém determinado provimento de urgência enquanto outros, nas mesmas condições, não logram o mesmo êxito, em afronta ao princípio da isonomia. Ademais, as normas apontadas se coadunam com o interesse público, pois evitam uma sobrecarga de trabalho para os órgãos internos do próprio tribunal quando verificada a similitude dos casos.

### Pedido de uniformização da interpretação da Lei federal no âmbito dos Juizados Especiais Cíveis Federais
Nos Juizados Especiais Cíveis Federais, que são responsáveis por “processar, conciliar e julgar causas de competência da Justiça Federal até o valor de 60 (sessenta) salários mínimos, bem como executar suas sentenças”, são freqüentes as demandas de massa. Assim, para atender ao regime processual das causas repetitivas, permite-se o ajuizamento de um pedido de uniformização da interpretação da lei federal.
Ou seja: ao ser proferido o julgamento pela Turma Recursal, é possível o ajuizamento de pedido de uniformização da interpretação da lei federal nas hipóteses em que houver divergência com precedente de outra Turma Recursal, ou com súmula ou jurisprudência dominante do Superior Tribunal de Justiça (STJ). Tal divergência deve dizer respeito à questão de direito material, sendo inadmissível o pedido de uniformização no caso de divergência em relação à aplicação de regra processual.
No caso de haver divergência entre Turmas Recursais de uma mesma Região, o pedido de uniformização deve ser julgado pela reunião conjunta das Turmas em conflito, que será presidida pelo Juiz Coordenador. Mas, se a divergência acontecer entre Turmas de diferentes Regiões, o pedido de uniformização será julgado pela Turma Nacional de Uniformização (TNU), integrada por juízes de Turmas Recursais, sob a presidência do Coordenador da Justiça Federal.
No caso de divergência entre decisão da Turma Recursal e súmula ou jurisprudência dominante do STJ, o pedido de uniformização será julgado pelo STJ.
Para que seja admitido o pedido de uniformização, os julgados paradigmas devem ter semelhança em relação aos fatos do acórdão da Turma Recursal. Inexistindo a semelhança fática, não se admite o pedido de uniformização.
A resolução do Conselho de Justiça Federal (CJF) nº 22, de 04/09/2008, que dispõe sobre o Regimento Interno da Turma Nacional, permite, entre outras coisas, que o pedido de uniformização seja fundado em divergência entre o acórdão da Turma Recursal e precedentes do STF.
Por inexistir previsão constitucional, não há efeito vinculante nos enunciados da súmula da Turma Nacional de Uniformização da Jurisprudência dos Juizados Especiais Federais. Assim, não cabe reclamação constitucional para a TNU caso o acórdão da Turma Regional divirja de enunciado de sua súmula. Nesta hipótese, caberá um pedido de uniformização da interpretação da lei federal, onde deverá ser apontado como paradigma algum precedente da TNU que tenha dado origem ao enunciado de sua súmula.
Por sua vez, no caso da orientação acolhida pela TNU contrariar súmula ou jurisprudência dominante do STJ, a parte interessada poderá provocar a manifestação do STJ, para que o mesmo resolva a divergência.
Pode-se evidenciar que este incidente funciona como um instrumento processual de coletivização de questões comuns que sirvam de fundamento em causas repetitivas, sendo mais um mecanismo destinado a resolver problemas de massa.

## Tendências: o conteúdo do Anteprojeto do Novo Código de Processo Civil acerca das demandas repetitivas
Tramita na Câmara dos Deputados o projeto de lei que visa à criação do Novo Código de Processo Civil. Dentre as diversas alterações previstas, ressaltam-se aquelas pertinentes ao tema dos julgamentos de causas repetitivas.

### Julgamento liminar do processo
O projeto do Novo Código de Processo Civil prescreve que o juiz poderá indeferir liminarmente o pedido quando este contrariar súmula do STF ou do STJ, quando contrariar acórdão proferido por estes mesmos Tribunais em procedimentos voltados a julgamentos de recursos repetitivos, e quando contrariar entendimento firmado em incidente de resolução de demandas repetitivas ou de assunção de competência.
Tal dispositivo complementa o já previsto no artigo 285 – A do CPC atual, que autoriza o juiz a proferir liminarmente, antes da citação do réu, sentença de improcedência da demanda, com base em convencimento firmado em casos idênticos, dispositivo que também objetivou dar um efeito superlativo à jurisprudência.
Esta previsão valoriza ainda mais os precedentes, mas retira a possibilidade de o juiz se valer de sentenças anteriormente proferidas para julgar demandas similares.

### Valorização da jurisprudência
No projeto do Novo Código de Processo Civil, é clara a preocupação em estabelecer o dever dos órgãos colegiados serem responsáveis pela consolidação dos entendimentos dos Tribunais, atribuindo aos relatores o poder de aplicar os entendimentos já consolidados. Também é notória a busca pela unificação da jurisprudência dos Tribunais em todo o país.
Entretanto, o projeto não chegou a atribuir vinculação a todos os precedentes, apenas prevendo que a jurisprudência do STF e dos Tribunais Superiores deve servir de base para as decisões de todos os Tribunais e juízos singulares, para concretizar os princípios da legalidade e da isonomia.

### O incidente de resolução de demandas repetitivas
Influência do direito alemão (Musterverfahren) , o “incidente de resolução de demandas repetitivas” tem previsão nos artigos 895 e seguintes do Anteprojeto do Novo Código de Processo Civil.
	Esse incidente poderá ser instaurado nas hipóteses em que houver discussão judicial sobre matérias com potencial de gerar relevante multiplicação de processos fundados em idêntica questão de direito; ou, com potencial de causar profunda insegurança jurídica devido ao risco de decisões conflitantes.
	O artigo 900 do Anteprojeto estabelece a possibilidade de se pleitear ao STJ ou ao STF a suspensão de todos os processos em curso no território nacional, desde que os processos envolvam matérias idênticas, sob o argumento de preservação da segurança jurídica. Uma vez fixada a tese, obrigatoriamente ela será aplicada aos casos análogos, podendo a parte manejar reclamação caso isso não ocorra.
	Na prática, se aprovado o projeto, o julgamento do incidente será aproveitado para resolver questão comum, com a promoção da uniformização dos julgamentos e também como tentativa de desafogar o Judiciário, que hoje se encontra em meio à multiplicação dos conflitos em massa.
	Entretanto, ressalta-se que esse mecanismo de resolução de processos repetitivos no Brasil deve ser sincronizado com as regras em favor da tutela coletiva dos direitos homogêneos.

### Junção das técnicas de coletivização dos julgados e de vinculação dos precedentes
Embora o projeto preveja o cabimento de reclamação contra decisão que deixa de aplicar tese fixada em incidente de resolução de casos repetitivos, não há previsão expressa da possibilidade de manejo deste instituto em relação aos casos futuros. No entanto, a análise sistemática leva ao entendimento de que os autores do projeto objetivaram estender os efeitos da decisão aos casos vindouros, pois falam em demandas potencialmente repetitivas, empregando um tempo futuro.
Dada essa incerteza, o melhor seria a incorporação da alteração sugerida pelo Instituto Brasileiro de Direito Processual, que faz expressa menção aos efeitos vinculantes da decisão. Assim, o efeito produzido pelas decisões prolatadas em julgamentos de causas repetitivas será estendido para casos futuros, sem a necessidade da edição de súmula vinculante.
Ou seja, com a união entre as técnicas de coletivização dos julgados e a vinculação do precedente produzido, serão atingidos melhores resultados no que diz respeito à racionalização da justiça e à unificação dos precedentes.

## Outras propostas
Além das previsões já constantes do Projeto do Novo Código de Processo Civil, a pesquisa realizada pela Pontifícia Universidade Católica do Paraná – PUC/PR também traz algumas questões que devem ser implantadas na tentativa de redução da problemática trazida pelas demandas repetitivas e objetivando a redução da morosidade no Judiciário. Entre as soluções apresentadas, tanto pré-processuais como processuais, as quais deverão ser efetivadas por intermédio de políticas judiciárias e proposições legislativas, destaca-se a criação de unidades jurisdicionais especializadas, que facilitariam o processamento das demandas repetitivas devido à racionalização de processos e rotinas de trabalho, o que já vem sendo realizado em alguns estados, como o Rio Grande do Sul, que criou o Grupo de Trabalho para o processamento de feitos bancários.
O estudo também previu, entre outras coisas, a utilização de técnicas de processamento em lote, padronização serial de procedimentos e pautas temáticas nos tribunais.
Ainda, como forma de reduzir o apelo ao Judiciário, a pesquisa apontou a importância de políticas públicas que incentivem maior transparência nos contratos de crédito, para evitar que tais contratos, mal interpretados, resultem em uma enxurrada de demandas repetitivas no Judiciário, pois, conforme evidenciado pela pesquisa, o sistema de concessão e tomada de crédito é o maior responsável no  incremento de demandas judiciais de massa no Brasil.
Ademais, a partir dos dados coletados pela referida pesquisa da PUC/PR, pela pesquisa da Fundação Getúlio Vargas (FGV/SP) e pela Pontifícia Universidade Católica do Rio Grande do Sul (PUC/RS), o próprio departamento de pesquisas judiciárias do Conselho Nacional de Justiça concluiu a respeito de algumas soluções pontuais para determinadas demandas repetitivas, quais sejam:
- Modificações na estrutura da litigância previdenciária, com a reformulação das normas administrativas do INSS, um maior foco em relação à conciliação dos processos e um esforço no sentido da pacificação da jurisprudência nas instâncias superiores, desestimulando o ajuizamento de causas sabiamente perdidas.
- Modificações na estrutura da litigância consumerista, com o aprimoramento da regulamentação do Banco Central (BACEN) e do Conselho Monetário Nacional (CMN), maior atenção do judiciário a respeito do fenômeno do superendividamento da população, que por sua vez acarreta um grande número de ações de revisão de contratos e, por fim, uma maior política de transparência e informação acerca das empresas que lideram o quadro de demandas judiciais.
- Adoção de medidas de desestímulo à litigância abusiva, como algumas restrições ao uso do benefício da assistência judiciária, além de um aprimoramento na gestão judiciária, com a adoção de tabelas processuais unificadas.
- Criação de varas especializadas em demandas repetitivas, de modo a aumentar a eficiência da tramitação desses processos.
Há, além dessas propostas formuladas a partir das pesquisas apontadas, sugestão no sentido da criação de mesas de debate com participação de juízes de primeira instância e desembargadores, sem graus hierárquicos, com o objetivo de se argumentar sobre determinada matéria repetitiva e alcançar um consenso sobre a posição do Poder Judiciário a respeito do tema. Tal modo de resolução das demandas repetitivas se justificaria a partir da construção de um entendimento predominante a partir da junção das razões pelas quais os desembargadores julgam determinadas causas com a opinião prática dos juízes de primeira instância, que lidam mais diretamente com o jurisdicionado.
Somam-se a essas, muitas outras propostas que objetivam preparar o Judiciário para enfrentar os atuais níveis de litigiosidade, que já causam elevada taxa de congestionamento no sistema de justiça brasileiro, e que apresentam perspectivas de aumento no futuro.